# Francesco La Rosa (carabiniere)
Francesco La Rosa (Termini Imerese, 1º aprile 1962) è un militare italiano, vicebrigadiere dell'Arma dei Carabinieri, decorato con Medaglia d'Oro al Valor Civile.